# Gongylidiellum minutum
Gongylidiellum minutum là một loài nhện trong họ Linyphiidae.
Loài này thuộc chi Gongylidiellum. Gongylidiellum minutum được Richard C. Banks miêu tả năm 1892.